# David Ragsdale
David Ragsdale, (né le 3 avril 1958) est un auteur-compositeur-interprète, surtout connu comme le violoniste du groupe de rock progressif Kansas de 1991 à 1997 et de 2006 à nos jours. 

## Biographie
Enfant, David commence le violon à l'âge de trois ans. Après des années d'études avec des professeurs de musique classique, un baccalauréat ès arts en musique et quatre ans avec l'Orchestre philharmonique de Tulsa, ses talents de violoniste l'amènent hors du domaine largement classique et vers le rock and roll,,.
En tant qu'auteur-compositeur, son travail avec Kansas comprend la co-écriture de I Can Fly, Black Fathom 4, Under the Knife, Freaks of Nature, With This Heart, The Unsung Heroes, Refugee, Summer et Crowded Isolation.
Au fil des ans, il joue et enregistre avec notamment Louise Mandrell, The Smashing Pumpkins, Jason Bonham et Queensrÿche, entre autres et notamment avec Kansas, au sein duquel il est actuellement en tournée. En plus du violon, Ragsdale joue également de la guitare électrique Steinberger sur plusieurs chansons du groupe. Il est également membre du bref projet parallèle de Kansas en 2008 Native Window  avec ses membres Phil Ehart, Rich Williams et Billy Greer. 
Son CD solo, David & Goliath, initialement publié à la fin de 1997, est réédité en novembre 2006. 

## Discographie

### Solo
- David and Goliath (Renaissance Records, 1997)

### Kansas
- Live at the Whisky (1992)
- The Kansas Boxed Set (1994) sur la chanson bonus Wheels
- Freaks of Nature (1995)
- There's Know Place Like Home (2009)
- The Prelude Implicit (2016)
- The Absence of Presence (2020)

### Native Window
- 2008 : Native Windows

### Participations
- Kerry Livgren and Corps de Pneuma : When Things Get Electric (1995)
- Queensrÿche : Hear in the Now Frontier (1997) (sur Sign of the Times)
- Salem Hill : The Robbery of Murder (1998)
- Man on Fire : Habitat (2013) (sur Mr. Lie)
- John Elefante : On My Way to the Sun (2013) (sur This Is How the Story Goes)
- Glass Hammer: Ode to Echo (2014)
- Spock's Beard : The Oblivion Particle (2015)

## Sites externes
- « David Ragsdale Biography on Yahoo! Music », Allmusic (consulté le 5 avril 2008)
- David Ragsdale: Biographie musicale